# Arthur J. Finkelstein
Arthur Jay Finkelstein (Brooklyn, 18 de maio de 1945 — Ipswich 18 de agosto de 2017) foi um consultor do Partido Republicano baseado no estado de Nova York que trabalhou para candidatos conservadores e de direita nos Estados Unidos, Canadá, Israel, Europa Central e Oriental por quatro décadas.
Gay, judeu e libertário, Finkelstein notabilizou-se por eleger candidatos homofóbicos e anti-aborto, sendo considerado um especialista na campanha negativa. Dentre seus principais clientes estavam Ronald Reagan, Benjamin Netanyahu e Richard Nixon. Também é responsável pela ascensão de Viktor Orbán na Hungria, trazendo de volta o antissemitismo ao poder, criando uma teoria da conspiração contra o bilionário húngaro George Soros, também judeu.

## Biografia
Era filho de imigrantes judeus da Europa Oriental, seu pai era taxista; quando tinha onze anos de idade a família se mudou para Long Island e depois para o Queens, onde concluiu o secundário na Forest Hills High School. Formou-se em economia e ciências políticas pelo Queens College em 1967. desde novo mostrou interesse pela política.
Em 1972 fundou com o irmão Ronald a Arthur J. Finkelstein & Associates, empresa de consultoria política baseada no Condado de Westchester, onde passou a assessorar políticos conservadores e que, graças à gestão de Ronald, teve sucesso financeiro.
Teve um relacionamento de mais de cinquenta anos com Donald Curiale, com quem se casou em 2004; manteve sua opção sexual desconhecida do público até que em 1996 a Boston Magazine abordou o assunto.
Em 2008 conheceu o então candidato húngaro Viktor Orbán a quem sugeriu construir como inimigo político de sua campanha a George Soros, também judeu como Finkelstein, apesar de Soros ter no passado financiado a educação do próprio Orbán e seu partido. A campanha cercou-se de várias informações falsas e alastrou-se além das fronteiras húngaras, sendo usada por políticos de extrema-direita em vários países, a ponto de incitar um episódio racista terrorista na Nova Zelândia.
Fumante inveterado, Finkelstein morreu de câncer no pulmão.